# Хоєчно-Сибіляки
Хоєчно-Сибіляки (пол. Chojeczno-Sybilaki) — село в Польщі, у гміні Ґрембкув Венґровського повіту Мазовецького воєводства.
Населення — 145 осіб (2011).
У 1975-1998 роках село належало до Седлецького воєводства.

## Демографія
Демографічна структура станом на 31 березня 2011 року:
|          | Загалом | Допрацездатний вік | Працездатний вік | Постпрацездатний вік |
| -------- | ------- | ------------------ | ---------------- | -------------------- |
| Чоловіки | 76      | 17                 | 47               | 12                   |
| Жінки    | 69      | 18                 | 30               | 21                   |
| Разом    | 145     | 35                 | 77               | 33                   |